# Calycomyza opaca
Calycomyza opaca är en tvåvingeart som beskrevs av Zlobin 1996. Calycomyza opaca ingår i släktet Calycomyza och familjen minerarflugor. Inga underarter finns listade i Catalogue of Life.